# Sakamoto Maaya
Sakamoto Maaya (坂本 真綾 Phản Bản Chân Lăng) (sinh 31 tháng 3, 1980) là một ca sĩ, nhạc sĩ, diễn viên lồng tiếng rất được người Nhật Bản hâm mộ. Vai diễn lồng tiếng đầu tiên trong sự nghiệp của cô là Chifuru trong anime Little Twins (1992), nhưng chỉ thực sự được chú ý với vai Hitomi Kanzaki của anime series The Vision of Escaflowne. Single đầu tay của Sakamoto, với tựa đề Yakusoku wa Iranai, được sáng tác bởi nhạc sĩ nổi tiếng Yoko Kanno, phát hành tháng 4 năm 1996. Tháng 1 năm 2011, lần đầu tiên trong sự nghiệp ca hát của mình Sakamoto có album (You Can't Catch Me) được xếp hạng #1 trên bảng xếp hạng Oricon tuần, đưa cô trở thành seiyu thứ hai trong lịch sử đạt thành tích này sau Mizuki Nana.
Ngày 8 tháng 8 năm 2011, Sakamoto làm lễ thành hôn với diễn viên lồng tiếng Suzumura Kenichi, người từng đóng cặp với cô trong rất nhiều anime, nổi bật là Gundam Seed Destiny và Kara no Kyoukai. Suzumura thông báo về lễ cưới trên blog cá nhân 5 ngày sau đó.

## Lý lịch
Cha của Sakamoto là một chuyên gia về lĩnh vực ánh sáng sân khấu. Mùa xuân năm 2002, cô tốt nghiệp Đại học Toyo với bằng cử nhân môn Xã hội học. Màu sắc ưa thích của cô là xanh da trời và vàng kim; sở thích là biểu diễn, đọc sách và ca hát. Sakamoto thuộc nhóm máu A. Cô từng là thành viên của nhóm hát seiyu hai thành viên Whoops!!, cùng với Chieko Higuchi. Sakamoto có thể nói tiếng Anh khá trôi chảy.

Trong giải Anime Grand Prix lần thứ 23, Sakamoto đứng thứ 10 trong bảng xếp hạng các seiyu hàng đầu Nhật Bản.

Tại giải Seiyū Awards (giải thưởng thường niên dành riêng cho các seiyu) đầu tiên tổ chức năm 2007, cô được đề cử giải nữ diễn viên chính xuất sắc nhất cho vai Haruhi Fujioka trong phim Ouran High School Host Club cũng như giải trình bày ca khúc xuất sắc nhất với "Loop", bài hát cuối phim Tsubasa Chronicle.

## Hợp tác
Dưới sự dìu dắt của nữ nhạc sĩ lừng danh Yoko Kanno, sự nghiệp của Sakamoto nổi tiếng với những ca khúc của bà, cô được gọi là học trò của Kanno. Lần hợp tác đầu tiên của họ là single đầu tay năm 1996 của Sakamoto, "Yakusoku wa Iranai", bài hát mở đầu cho anime The Vision of Escaflowne. Tất cả các single và album sau đó của Sakamoto hoàn toàn do Kanno sáng tác và sản xuất, đều thành công và đưa tên tuổi cô đến với công chúng. Không những thế, Kanno cũng là người chụp ảnh cho Sakamoto trong các đĩa hát như "Mameshiba", "Hotchpotch", "Nikopachi" và "Shounen Alice". Trong booklet của buổi hòa nhạc "Gift" (2010), Sakamoto ký tên mình là "Kanno Maaya" và chia sẻ kỉ niệm về những buổi chụp hình cùng Kanno.
Cho đến album thứ 5 Yūnagi Loop (2005), Sakamoto bắt đầu hát những sáng tác của các nhạc sĩ khác, album này không có bài nào của Kanno. Cô cũng tham gia lồng tiếng và hát cho rất nhiều soundtrack phim hay game mà Kanno sản xuất, như Wolf's Rain, RahXephon, Napple Tale hay Ghost in the Shell. Năm 2008, Sakamoto và Kanno trở lại hợp tác trong single "Triangler", bài hát mở đầu cho series phim rất thành công là Macross Frontier.. Triangler trở thành single bán chạy nhất trong sự nghiệp của Sakamoto từ trước đến nay, xuất hiện trong top 100 single của năm 2008 theo thống kê doanh số của bảng xếp hạng Oricon.

Trong buổi hòa nhạc "Gift" kỉ niệm sinh nhật lần thứ 30 của Sakamoto tổ chức năm 2010 tại Nippon Budokan, Yoko Kanno đã xuất hiện với tư cách là khách mời đặc biệt. Giữa tháng 6 cùng năm, họ cùng cho ra mắt single số Utsukushii Hito (美しい人 Người đẹp), bài hát chủ đề cho một dự án văn hóa hợp tác Trung Quốc - Nhật Bản.

Sakamoto thường tự viết lời cho các bài hát của mình. Những người khác thường viết lời bài hát cho cô là tác giả, nhạc sĩ Iwasato Yuho và Tim Jensen. Ngoài Kanno, Suzuki Shoko cũng là nhạc sĩ, đồng nghiệp thân thiết thường sáng tác ca khúc cho Sakamoto. Suzuki đã xuất hiện trong "Gift" với chiếc bánh sinh nhật mừng tuổi 30 cũng như kỉ niệm 15 năm ca hát của Sakamoto. Trong album tổng hợp Everywhere, lần đầu tiên Sakamoto thử sức với bài hát cùng tên do chính cô viết cả nhạc và lời.

## Danh sách đĩa hát
| Năm  | Tựa đề                        | Xếp hạng Oricon | Xếp hạng Oricon | Doanh số | Ref.   |
| Năm  | Tựa đề                        | Vị trí          | Số tuần         | Doanh số | Ref.   |
| ---- | ----------------------------- | --------------- | --------------- | -------- | ------ |
| 1997 | Grapefruit (グレープフルーツ) | 78              | 1               | 3,980    | [ 10 ] |
| 1998 | Dive                          | 44              | 3               | 13,400   | [ 11 ] |
| 2001 | Lucy                          | 16              | 4               | 43,080   | [ 12 ] |
| 2003 | Shōnen Alice (少年アリス)     | 8               | 9               | 51,992   | [ 13 ] |
| 2005 | Yūnagi Loop (夕凪LOOP)        | 8               | 6               | 45,552   | [ 14 ] |
| 2009 | Kazeyomi (かぜよみ)           | 3               | 7               | 53,246   | [ 15 ] |
| 2011 | You Can't Catch Me            | 1               | 8               | 39,861   |        |
| 2013 | Singer-Songwriter             | 6               | 5               | 20,098   |        |
| 2015 | Follow Me Up                  |                 |                 |          |        |

| Năm  | Tựa đề                              | Xếp hạng Oricon | Xếp hạng Oricon | Doanh số | Ref.   |
| Năm  | Tựa đề                              | Vị trí          | Số tuần         | Doanh số | Ref.   |
| ---- | ----------------------------------- | --------------- | --------------- | -------- | ------ |
| 2001 | Easy Listening (イージーリスニング) | 12              | 3               | 32,060   | [ 16 ] |
| 2007 | 30Minutes Night Flight              | 19              | 7               | 29,219   | [ 17 ] |
| 2011 | Driving in the silence              | 3               | 5               | 19,789   |        |

| Năm  | Tựa đề                                                          | Xếp hạngOricon | Xếp hạngOricon | Doanh số | Ref.   |
| Năm  | Tựa đề                                                          | Vị trí         | Số tuần        | Doanh số | Ref.   |
| ---- | --------------------------------------------------------------- | -------------- | -------------- | -------- | ------ |
| 1999 | Single Collection+ Hotchpotch (シングルコレクション＋ ハチポチ) | 14             | 9              | 60,130   | [ 18 ] |
| 2003 | Single Collection+ Nikopachi (シングルコレクション＋ ニコパチ)  | 3              | 11             | 69,966   | [ 19 ] |
| 2010 | Everywhere                                                      | 3              | 11             | 67,108   |        |
| 2012 | Single Collection+ Mitsubachi (シングルコレクション＋ ミツバチ) | 9              | _              | 25,824   |        |

| Năm  | Tựa đề | Xếp hạng Oricon | Xếp hạng Oricon | Doanh số | Album              | Anime                                                 | Ref.   |
| Năm  | Tựa đề | Vị trí          | Số tuần         | Doanh số | Album              | Anime                                                 | Ref.   |
| ---- | --- | --------------- | --------------- | -------- | ------------------ | ----------------------------------------------------- | ------ |
| 1996 | "Yakusoku wa Iranai" (約束はいらない I Don't Need Promises)                                                                   | 44              | 4               | 30,104   | Grapefruit         | The Vision of Escaflowne                              | [ 20 ] |
| 1997 | "Gift" | —               | —               | —        | —                  | Clamp School Detectives                               | —      |
| 1998 | "Kiseki no Umi" (奇跡の海 Sea of Miracles)                                                                                    | 43              | 12              | 66,340   | —                  | Record of Lodoss War: Chronicles of the Heroic Knight | [ 21 ] |
| 1998 | "Hashiru" (走る Run) | 87              | 1               | 2,300    | Dive               |                                                       | [ 22 ] |
| 1999 | "Platinum" (プラチナ Purachina)                                                                                               | 21              | 5               | 38,260   | —                  | Cardcaptor Sakura                                     | [ 23 ] |
| 2000 | "Yubiwa" (指輪 Ring) | 30              | 3               | 19,310   | —                  | Escaflowne: The Movie                                 | [ 24 ] |
| 2000 | "Shippo no Uta" (しっぽのうた Tail Song)                                                                                      | 39              | 2               | 10,930   | —                  | Napple Tale                                           | [ 25 ] |
| 2000 | "Mameshiba" (マメシバ Mameshiba)                                                                                              | 47              | 2               | 7,990    | Lucy               | Earth Girl Arjuna                                     | [ 26 ] |
| 2002 | "Hemisphere" (ヘミソフィア Hemisofia)                                                                                         | 22              | 9               | 54,460   | —                  | RahXephon                                             | [ 27 ] |
| 2003 | "Gravity" | 23              | 9               | 27,778   | —                  | Wolf's Rain                                           | [ 28 ] |
| 2003 | "Tune the Rainbow" | 9               | 9               | 38,842   | —                  | RahXephon movie                                       | [ 29 ] |
| 2005 | "Loop" (ループ Rūpu) | 7               | 9               | 42,446   | Yūnagi Loop        | Tsubasa Chronicle                                     | [ 30 ] |
| 2006 | "Kazemachi Jet / Spica" (風待ちジェット Jet Waiting for a Good Wind)                                                          | 14              | 6               | 21,670   | Kazeyomi           | Tsubasa Chronicle                                     | [ 31 ] |
| 2007 | "Saigo no Kajitsu / Mitsubachi to Kagakusha" (さいごの果実／ミツバチと科学者 The Last Fruit / The Honeybee and the Scientist) | 19              | 7               | 14,152   | Kazeyomi           | Tsubasa Tokyo Revelations                             | [ 32 ] |
| 2008 | "Triangler" (トライアングラー Toraiangurā)                                                                                    | 3               | 26              | 91,539   | Kazeyomi           | Macross Frontier                                      | [ 33 ] |
| 2008 | "Ame ga Furu" (雨が降る Falling Rain)                                                                                         | 9               | 7               | 21,776   | Kazeyomi           | Linebarrels of Iron                                   | [ 34 ] |
| 2009 | "Magic Number" (マジックナンバー)                                                                                             | 12              | 8               | 20,046   | —                  | Kobato                                                | [ 17 ] |
| 2010 | "Down Town / Yasashisa ni Tsutsumareta Nara" (やさしさに包まれたなら Embraced by the Tenderness)                              | 5               | 13              | 25,429   | You Can't Catch Me | Soredemo Machi wa Mawatteiru /Tamayura                |        |
| 2011 | "Buddy" | 10              | 11              | 18,326   | —                  | Last Exile -Ginyoku no Fam-                           |        |
| 2011 | "Okaerinasai" (おかえりなさい Welcome Home)                                                                                   | 8               | 6               | 15,964   | —                  | Tamayura ~Hitotose~                                   |        |
| 2012 | "More than Words" (モアザンワーズ Moazanwāzu)                                                                                 | 16              | 6               | 13,140   | —                  | Code Geass GAIDEN: Akito the Exiled                   |        |
| 2013 | "Hajimari no Umi" (はじまりの海)                                                                                              | 19              | 4               |          | —                  | Tamayura: More Aggressive                             |        |
| 2014 | Saved./Be Mine! | 7               | 11              | 23,334   | —                  | Inari, Konkon, Koi Iroha                              |        |
| 2014 | Replica | 17              | 4               | 8,651    | —                  | M3: Sono Kuroki Hagane                                |        |
| 2015 | "Shiawase ni Tsuite Watashi ga Shitteiru 5-tsu no Houhou/Shikisai" (幸せについて私が知っている5つの方法/色彩)                 | 9               | 8               | 13,087   | —                  | Kōfuku Graffiti và Fate/Grand Order (game)            |        |